# Ikuma Horishima
Ikuma Horishima (堀島行真?, Horishima Ikuma; Ikeda, 11 dicembre 1997) è uno sciatore freestyle giapponese, specialista nelle gobbe.

## Biografia
Ha esordito in Coppa del Mondo il 23 febbraio 2013 a Inawashiro (non portando a termine la gara di gobbe) e ha ottenuto il primo podio il 12 dicembre 2015 a Ruka (3º nelle gobbe in parallelo).
Nel 2018 ha preso parte ai XXIII Giochi olimpici invernali a Pyeongchang venendo eliminato nel secondo turno della finale in seguito ad una caduta e classificandosi undicesimo nella gara di gobbe.
Nel 2022 ha preso parte ai XXIII Giochi olimpici invernali a Pechino vincendo il bronzo nella gara di gobbe.

## Palmarès

### Olimpiadi
- 1 medaglia:
  - 1 bronzo (gobbe a Pechino 2022)

### Mondiali
- 4 medaglie:
  - 3 ori (gobbe, gobbe in parallelo a Sierra Nevada 2017; gobbe  a Engadina 2025)
  - 1 argento (gobbe in parallelo a Engadina 2025)

### Coppa del Mondo
- Miglior piazzamento nella Coppa del Mondo generale di gobbe: 2º  nel 2022, nel 2023, nel 2024 e nel 2025
- Vincitore della Coppa del Mondo di gobbe nel 2024
- 52 podi:
  - 22 vittorie
  - 20 secondi posti
  - 10 terzi posti

#### Coppa del Mondo - vittorie
| Data             | Luogo                | Paese       | Disciplina |
| ---------------- | -------------------- | ----------- | ---------- |
| 20 gennaio 2018  | Mont-Tremblant       | Canada      | MO         |
| 3 marzo 2018     | Tazawako             | Giappone    | MO         |
| 4 marzo 2018     | Tazawako             | Giappone    | MO         |
| 2 marzo 2019     | Shymbulak            | Kazakistan  | MO         |
| 14 dicembre 2019 | Thaiwoo              | Cina        | MO         |
| 6 febbraio 2020  | Deer Valley          | Stati Uniti | MO         |
| 1 marzo 2020     | Shymbulak            | Kazakistan  | DM         |
| 5 dicembre 2020  | Ruka                 | Finlandia   | MO         |
| 11 dicembre 2021 | Idre Fjall           | Svezia      | MO         |
| 17 dicembre 2021 | Alpe d'Huez          | Francia     | MO         |
| 14 gennaio 2022  | Deer Valley          | Stati Uniti | MO         |
| 16 dicembre 2022 | Alpe d'Huez          | Francia     | MO         |
| 17 dicembre 2022 | Alpe d'Huez          | Francia     | DM         |
| 11 febbraio 2023 | Chiesa in Valmalenco | Italia      | DM         |
| 2 dicembre 2023  | Ruka                 | Finlandia   | MO         |
| 22 dicembre 2023 | Bakuriani            | Georgia     | MO         |
| 26 gennaio 2024  | Waterville Valley    | Stati Uniti | MO         |
| 3 febbraio 2024  | Deer Valley          | Stati Uniti | DM         |
| 6 febbraio 2025  | Deer Valley          | Stati Uniti | MO         |
| 8 febbraio 2025  | Deer Valley          | Stati Uniti | DM         |
| 21 febbraio 2025 | Beidahu              | Cina        | MO         |
| 11 marzo 2025    | Livigno              | Italia      | MO         |

Legenda:

MO = Gobbe

DM = Gobbe in parallelo